# Nicolas Marr
Pour les articles homonymes, voir Marr.
Nikolaï Iakovlevitch Marr (en russe : Николай Яковлевич Марр ; en géorgien : ნიკოლოზ იაკობის ძე მარი, Nikolos Iakobis dse Mari), ou Nicolas Marr, né le 25 décembre 1864/6 janvier 1865 à Koutaïssi et mort le 20 décembre 1934 à Léningrad, est un historien et linguiste, géorgien de naissance, sujet de l'Empire russe, puis soviétique.
Particulièrement fécond, il acquit une solide réputation comme un expert du Caucase, avant de se lancer dans des hypothèses très controversées dans le domaine de la linguistique qu'il s'efforce de mettre en accord avec l'idéologie du nouveau régime soviétique. Au début des années 1930, il est acclamé comme le plus grand linguiste soviétique bénéficiant de nombreuses  récompenses et honneurs d'État.
Ses théories constituèrent l'idéologie officielle des linguistes russes jusqu'en 1950, date à laquelle Joseph Staline la discrédita personnellement comme « non scientifique ».

## Biographie

### L'érudit et l'archéologue
Nicolas Marr est né à Koutaïssi, dans l'actuelle Géorgie (qui faisait alors partie de l'Empire russe), dans la famille d'un Écossais, James Marr (âgé de plus de 70 ans), qui fonda le jardin botanique de la ville, et d'une jeune femme géorgienne. Ses parents parlaient différentes langues, mais aucun d'eux ne parlait le russe. Après avoir été diplômé de l'université de Saint-Pétersbourg, il y enseigne à partir de 1891. Il devient l'année suivante maître de conférences à la chaire d'arménologie au sein de cette même université, et il exerce en 1900 les fonctions de directeur de la chaire de philologie arméno-géorgienne.

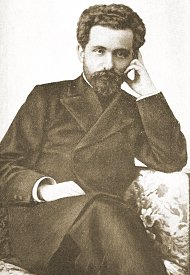
Nicolas Marr, 1905

Il devient doyen de la faculté des langues orientales en 1911, ainsi que membre de l'Académie des sciences de Saint-Pétersbourg en 1912.
En 1912 également, il participe à la fondation de la revue académique Le Journal chrétien dont la parution cesse dix ans plus tard. En 1915, il se rend à Van afin d'étudier les inscriptions cunéiformes ourartéennes. À partir de 1920, il développe une méthode analytique en paléontologie.
Durant ces années, il procède, de 1893 à 1917, à des fouilles dans l'ancienne capitale arménienne d’Ani, mettant ainsi au jour de nombreux monuments des anciennes littératures arménienne et géorgienne.
Bien avant la révolution bolchevique, Nikolai Marr s'est fait un nom comme spécialiste de l'histoire et des cultures caucasiennes, notamment celles de l'Arménie. En même temps, tout en se spécialisant dans ces études spécifiques, il entretient l'ambition d'être le créateur d'une théorie linguistique qui pourrait expliquer l'origine et l'évolution des langues du monde d'une manière nouvelle.

### Le linguiste marxiste
Les théories de Marr ont un noyau défini : le rejet de l'attachement d'une langue particulière à un groupe racial ou ethnique particulier, l'accent mis sur la nature synchronique mutuelle des langues de divers groupes et leur plasticité ce qui permet d'envisager une langue pour toute l'humanité. C'est ce présupposé qui rend les théories de Marr assez attrayantes pour les nouveaux dirigeants de l'URSS, du moins au début de l'existence du régime soviétique.
Pour gagner des partisans à ses théories spéculatives, Marr développe alors une base marxiste à l'appui de ses théories. Rejetant les théories linguistiques existantes, il déclare que les nouveaux savants soviétiques devaient créer une nouvelle linguistique soviétique. Sachant ce que les dirigeants soviétiques attendaient de lui ainsi que des autres universitaires qui prenaient le parti des bolcheviks, il ne cherche pas à cacher le fait que ses théories sont directement liées aux exigences de la politique. Il se présente comme un « soldat du régime ». Il fait l'hypothèse que les langues modernes tendent à fusionner dans un langage commun dans une société communiste. Cette théorie servit de base à la campagne de masse des années 1920-1930 dans l'Union soviétique, en faveur de l'alphabet latin, pour réduire les particularités liées à l'ethnicité du pays ; cette campagne inclut le remplacement de l'alphabet cyrillique alors utilisé, par exemple pour la langue moldave. L'anticipation d'une future langue unifiée a également conduit à la popularité de l'espéranto.
Marr gagne la réputation d'être un génie quelque peu imprévisible avec sa théorie linguistique de Japhet, qui postule une origine commune aux langues caucasiennes, sémitiques-hamitiques, et basques. 
Sous le gouvernement soviétique, Marr développe sa théorie, en prétendant que les « langues japhétiques » existaient dans toute l'Europe avant l'arrivée des langues indo-européennes. Il soutient qu'on peut d'ailleurs les reconnaître, comme substrat par-dessus lequel se sont imposées les langues indo-européennes. Marr utilise ce schéma pour essayer d'appliquer la théorie marxiste de la lutte des classes à la linguistique, arguant que ces différentes strates linguistiques correspondent à différentes classes sociales. Il va même jusqu'à affirmer que les mêmes classes sociales dans des pays tout à fait différents parlaient des versions de leur propre langue qui seraient plus proches les unes des autres sur le plan linguistique que la langue utilisée couramment par d'autres classes sociales, pourtant réputées parler la même langue dans le même pays.
Ainsi, dans les années 1920 et 1930, Marr soutient a contrario de la linguistique indo-européenne, selon laquelle les langues d'une même famille se sont développées à partir d'une langue mère commune, que les langues du monde se développent à partir d'une multitude de langues vers une langue globale unique. Les théories qui présentaient les langues divisées en plusieurs arbres linguistiques étaient pour le régime soviétique absolument inacceptables, car elles impliquaient que les langues et, par conséquent, les peuples avaient été divisés selon des lignes linguistiques et ethniques déjà au début de l'histoire humaine et que, par conséquent, leurs divisions futures étaient prédestinées. Marr, en accord avec l'idéologie du régime, avait résolument rejeté cette hypothèse, son objectif étant de souligner l'identité du peuple, ou, pour être précis, l'identité des travailleurs, ce qui, à l'avenir, contribuerait à les unifier pour la future révolution mondiale et l'unité dans une société de travailleurs.
Pour cette raison, Marr commence son analyse avec la préhistoire, le moment où les êtres humains ont commencé à développer leur capacité linguistique. À cette époque, les humains, quels que soient leurs groupes, plus tard, les tribus ou, pour être précis, les affiliations semi-tribales, parlaient une langue/dialecte très simple, sur la base de quatre sons simples. En 1924, il proclame ainsi que tous les langues du monde descendent d'un seul « proto-langage », qui aurait consisté en quatre exclamations : sal, ber, yon, rosh. Bien que les langues subissent une évolution ultérieure, la « paléontologie linguistique » rend possible de discerner des éléments des exclamations primordiales dans n'importe quelle langue. La similitude linguistique des peuples préhistoriques qui vivaient, selon la doctrine marxiste, dans la condition du « communisme primitif » indiquait l'unité future du prolétariat mondial après la future révolution mondiale.
Il est alors acclamé de toutes parts comme le plus grand linguiste soviétique. Obtenant la reconnaissance officielle de ses théories par les autorités, Marr est autorisé à diriger la Bibliothèque nationale de Russie à partir de 1926 et jusqu'en 1930 (il y invite à travailler l'orientaliste Wilhelm Barthold), ainsi que l'Institut japhétique de l'Académie des Sciences de 1921 à sa mort. En 1926, il fonde l'Institut des études ethnographiques et des cultures nationales des peuples d'Orient. En 1930, il est élu vice-président de l'Académie des sciences d'URSS.
En 1928, à l'occasion du quarantième anniversaire de ses travaux universitaires, l'Académie communiste lui décerne le prix Lénine pour ses travaux publiés. Cinq ans plus tard, il reçoit la plus haute récompense de l'État. En 1933, à l'occasion du quarante-cinquième anniversaire de ses travaux universitaires, le gouvernement soviétique lui décerne l'Ordre de Lénine et le Comité exécutif central de l'U.R.S.S. décrète que l'Institut du langage et de la pensée devait porter son nom. À l'occasion de la mort et des funérailles de Marr, les cours dans les écoles de Leningrad sont suspendus.
Même après sa mort, le flux de récompenses et d'honneurs d'État ne cesse pas. Des dizaines d'honneurs posthumes lui sont décernés ; l'Académie d'État d'histoire de la culture matérielle est renommée à son nom. Autant d'événements montrant la considération que le régime portait pour celui dont les théories linguistiques avaient correspondu à ses desseins politiques.
Entre-temps, les invectives du linguiste contre ses ennemis avaient aidé le régime à éliminer ceux que Marr considérait comme des fauteurs de troubles. Les graves implications de ses invectives devinrent de plus en plus évidentes à la fin des années 1920 et, bien sûr, au cours des années 1930, période pendant laquelle l'intensité des répressions augmenta de façon spectaculaire. En 1933, alors même que Marr était gravement malade et que débutait une nouvelle époque où l'accent croissant mis sur le nationalisme russe commençait à remplacer l'internationalisme universaliste des théories de Marr, ces accusations devinrent assez pratiques pour que l'État frappe contre les groupes d'universitaires qui pouvaient être considérés comme une menace potentielle pour le régime. En effet, l'accent mis par Marr sur l'aspect universaliste des langues et la déconnexion entre les langues et les groupes ethniques particuliers pouvait difficilement être accepté par des slavistes sérieux qui considéraient la langue slave comme faisant partie de l'arbre linguistique indo-européen lié à des groupes ethniques particuliers. Ceux-ci liaient la langue russe aux Russes en tant que groupe ethnique. Marr considérait ces savants comme de sérieux ennemis idéologiques et, implicitement, politiques. L'État suivit la recommandation implicite de Marr de traiter durement ces personnes en ouvrant le « cas des slavistes » (delo Slavistov) en 1933/1934, qui conduisit à l'arrestation d'un certain nombre de slavistes russes éminents. Beaucoup d'entre eux furent physiquement éliminés.

## Réception critique posthume
Alors même que les théories linguistiques de Nicolas Marr bénéficiaient du soutien du régime, le rêve d'un prolétariat mondial commençait progressivement à s'évanouir, l'accent était de plus en plus mis sur l'unité du peuple de l'URSS. Après 1929, les idéologues du régime proclament que le peuple de l'URSS avait purgé les classes « exploiteuses » (propriétaires terriens et capitalistes) de leur milieu - non seulement en raison de leurs objectifs communs, la construction d'une société socialiste, puis communiste, mais en raison de leurs racines historiques communes qui remontent presque au passé préhistorique. La grande importance de l'État, à la fin de la Russie stalinienne, exigeait que l'accent soit mis sur l'unité de tous les Russes ethniques, quelle que soit leur position sociale. Pour cette raison, l'internationalisme cosmopolite des théories de Marr ne pouvait être que la victime de ces nouvelles tendances.
Autour des années 1950, une diatribe s'éleva contre lui, sous les auspices de Staline lui-même, intitulée Marxisme et problèmes de linguistique (1950). Cette diatribe fut inspirée par le plus actif des opposants de Marr, Arnold Tchikobava. Selon cet auteur, Nicolas Marr aurait introduit en linguistique une formulation incorrecte et non-marxiste, en ce qui concerne les « caractéristiques de classes » du langage, se mettant ainsi lui-même, et la linguistique elle-même, dans une position manquant totalement de rigueur de pensée. La linguistique soviétique ne peut progresser sur la base d'une formulation incorrecte, contraire à toute l'évolution de l'histoire et des langues.
En raison notamment de l'existence de nombreux disciples (Nicolas Adontz, Joseph Orbeli, Vassili Abaïev (en), Ivan Mechtchaninov, etc…), Nicolas Marr peut cependant être considéré comme le savant qui, à cause de théories linguistiques souvent erronées, voire farfelues (langues japhétiques), érigées en science officielle du fait de Staline, a contribué à retarder notablement jusqu'en 1950 (nouveau revirement de Staline) les sciences du langage en URSS, comme Lyssenko l'avait fait pour les sciences du vivant.
La critique ultérieure n'a pas été plus amène pour l'œuvre de Marr. Analysant les théories de Marr, L. Thomas rappelait que celles-ci étaient assez contradictoires dans leur nature. « Les théories de Marr se distinguent principalement par le fait qu'elles se confondent, se superposent et, dans leur développement historique, subissent un nombre presque infini de modifications et de permutations. Cette caractéristique de ses constructions en a entraîné une autre : ses théories sont pleines de contradictions, de lacunes et d'exagérations ».

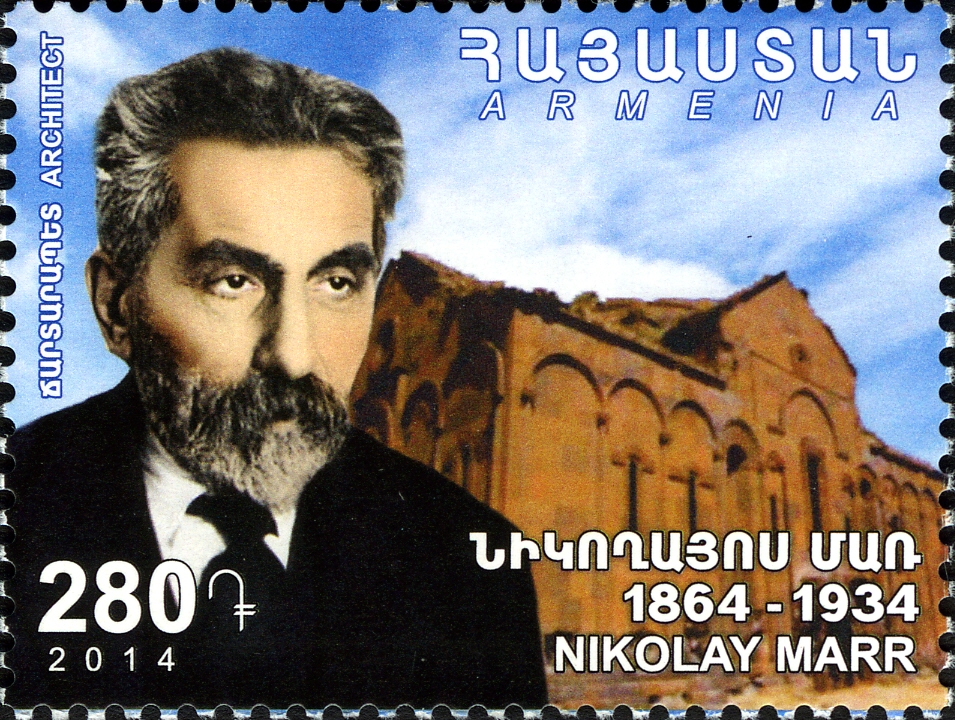
Timbre arménien de 2014 à l'effigie de Nicholas Marr

Un timbre à l’effigie de Nicolas Marr est édité par la Poste de la république d’Arménie, lieu de ses fouilles archéologiques avant la révolution d’Octobre.       